# Ворша (приток Нёмды)
Ворша — река в России, протекает в Макарьевском и Кадыйском районах Костромской области. Устье реки находится в 16 км по левому берегу реки Нёмда. Длина реки составляет 11 км.
Ворша вытекает из озера Хохлово, расположенного в заболоченном лесу в 20 км к юго-востоку от посёлка Кадый. Течёт на северо-запад, затем по юго-запад по ненаселённому заболоченному лесному массиву. В верхнем течении протекает через Пилинское болото. Почти всё течение проходит по территории Макарьевского района, заключительные несколько сот метров перед устьем — по территории Кадыйского. Впадает в Нёмду ниже посёлка Текун, перед устьем сильно расширяется из-за подпора Горьковского водохранилища.

## Данные водного реестра
По данным государственного водного реестра России относится к Верхневолжскому бассейновому округу, водохозяйственный участок реки — Волга от города Кострома до Горьковского гидроузла (Горьковское водохранилище), без реки Унжа, речной подбассейн реки — Волга ниже Рыбинского водохранилища до впадения Оки. Речной бассейн реки — (Верхняя) Волга до Куйбышевского водохранилища (без бассейна Оки).
Код объекта в государственном водном реестре — 08010300412110000014336.